# Пам'ятки монументального мистецтва Сколівського району
У Сколівському районі Львівської області нараховується 6 пам'яток монументального мистецтва.
| # | назва | адреса                   | Номер | дата рішення                    |
| - | --- | ------------------------ | ----- | ------------------------------- |
| 1 | Пам'ятник Франку І. Я., українському письменнику і вченому (ск. А. Білостоцький, 1967, мармурова крихта)                   | с. Тухля, у центрі села  | 753   | Рішення № 183, 05.05.1972       |
| 2 | Пам'ятник Хмельницькому Б. М., гетьману України (1954, мармурова крихта, камінь)                                           | с. Корчин                | 1689  | Рішення № 183, 05.05.1972       |
| 3 | Пам'ятник Шевченку Т. Г., українському поету і художнику (ск. І. Самотос, 1991, бронза, мармурова крихта)                  | с. Верхнє Синьовидне     | 1690  | Розпорядження № 528, 19.07.1995 |
| 4 | Пам'ятник Шевченку Т. Г., українському поету і художнику (ск. В. Сколоздра, 1961, мармурова крихта)                        | м. Сколе, вул. Стрийська | 751   | Рішення № 183, 05.05.1972       |
| 5 | Пам'ятник Шевченку Т. Г., українському поету і художнику (ск. А. Галян, арх. М. Білий, 1993, бронза, мармурова рихта)      | м. Сколе                 | 1691  | Розпорядження № 528, 19.07.1995 |
| 6 | Пам'ятник Шевченку Т. Г., українському поету і художнику (ск. В. Сколоздра, арх. Р. Микула, 1963, мармурова крихта, бетон) | смт Славське             | 1692  | Рішення № 183, 05.05.1972       |
|   | |                          |       |                                 |

## Джерело
Перелік пам'яток Львівської області [Архівовано 16 вересня 2012 у Wayback Machine.]